# Nick Ingels
Nick Ingels (født 2. september 1984) er en belgisk tidligere professionel cykelrytter.